# Ях'я Мухаммед Хамід ад-Дін
Яг'я Магомет Хамід ад-Дін (араб. يحيى بن محمد حميد الدين 18 червня 1869 — 17 лютого 1948) — зейдитський імам Ємену, правитель незалежного Єменського королівства (північна частина сучасного Ємену).

## Життєпис
Ставши імамом 1904 року після смерті свого батька, імама Мухаммеда бін Ях'я Хамід ад-Діна, Ях'я підбурив повстання місцевих племен проти Османської імперії. 20 квітня 1905 року загони під його керівництвом зуміли захопити найбільше місто регіону Сану й утримували його упродовж шести місяців. Незважаючи на певні успіхи, турецькі війська так і не змогли остаточно придушити те повстання, й 27 жовтня 1911 року Ях'я уклав угоду з турецьким султаном, яка надала частині османського Ємену внутрішню автономію. 22 вересня 1913 року угоду було підтверджено спеціальним фірманом султана.
Після поразки Османської імперії у Першій світовій війні Ях'я проголосив незалежність країни (30 жовтня 1918). 14 жовтня він зі своїми загонами вступив до Сани, а за три дні проголосив себе королем Ємену. При цьому він намагався залучити на свій бік усіх колишніх османських чиновників, які погоджувались присягнути йому на вірність. 1919 року зусиллями імама було створено королівську армію.
1919 року Ях'я Мухаммед Хамід ад-Дін остаточно розірвав васальні відносини з Туреччиною. Держава Ях'я, що на той час розміщувалась на території єменського високогір'я, стала центром об'єднувального руху єменських племен. Імам також розгорнув активну кампанію зі зміцнення єменської державності, об'єднавши племена північного Ємену та придушуючи повстання сепаратистів у 1922—1923 роках, а також провадив політику щодо міжнародного визнання Ємену. 1925 року була звільнена Ходейда й решта території Тіхами.
Першим міжнародним договором незалежного Ємену став договір Єменського королівства з Італією, підписаний 1926 року в Сані.
1934 року стався військовий конфлікт між Єменом та Саудівською Аравією, причиною якого стали спірні території. Армія імама була розбита, і йому довелось відмовитись від претензій на розширення території королівства.
У внутрішній політиці Ях'я намагався зміцнити свою абсолютну владу, що була одночасно і світською, і духовною. Маючи 14 синів, він призначав їх керівниками різних відомств країни, щоб краще контролювати справи. Незважаючи на підтримку фактично феодальних порядків і культурну ізоляцію від зовнішнього світу, Ях'я сприяв певній модернізації країни: за його правління кількох єменців було вперше відряджено за кордон на навчання, за нього ж з'явились перші торгові компанії в Ємені. У зовнішній політиці імам дотримувався нейтралітету й антизахідних настроїв. 1945 року імам підтримав створення Ліги арабських держав.
Ях'я Мухаммед Хамід ад-Дін був застрелений найманим убивцею 17 лютого 1948 року в результаті змови.